# Platylabops haematopus
Platylabops haematopus là một loài tò vò trong họ Ichneumonidae.